# Церковь Святого Карапета (Абадан)
Це́рковь Свято́го Карапе́та (арм. Սուրբ Կարապետ եկեղեցի — Сурб Карапет) — армянская церковь в городе Абадан, Иран.

## История
История церкви напрямую связана с поселением армян в порту Абадан на берегу Персидского залива в начале XX века. В 1909 году несколько армянский семей из Тегерана и Тебриза переехали в город для работы в англо-иранской нефтяной компании. Во время Первой мировой войны, после Геноцида армян, здесь также поселились несколько семей из Вана.
В начале 1928 года количество армян в Абадане превысило 600 человек. Приток армян в город продолжился и был связан с ростом нефтяной промышленности. К середине XX века численность армянской общины уже насчитывала около 5 000 человек. В общине была школа, спортивный клуб, хор.
В 1958 (по другим данным, в 1959) году была открыта церковь Святого Карапета, ставшая главным местом сбора армянского населения Абадана. В 1960-х годах несколько десятков семей из трёх армянонаселенных деревень в провинции Чхармахал переехали в Абадан, в том числе, армяне из Исфахана, Шираза и Новой Джульфы. После ирано-иракской войны армяне эмигрировали из Абадана. В городе оставалась только одна армянская семья и церковь со временем была закрыта.
Через полвека после постройки, 24 декабря 2018 года, церковь была вновь открыта.

## Архитектура
Церковь построена в стиле армянской классической архитектуры с высоким центральным куполом и тремя входами. Скиния находится на восточной стороне, а колокольня возвышается на западной стороне. Строительный материал — мрамор.
Во дворе церкви имеется памятник жертвам Геноцида армян, установленный в 1966 году.

## Галерея

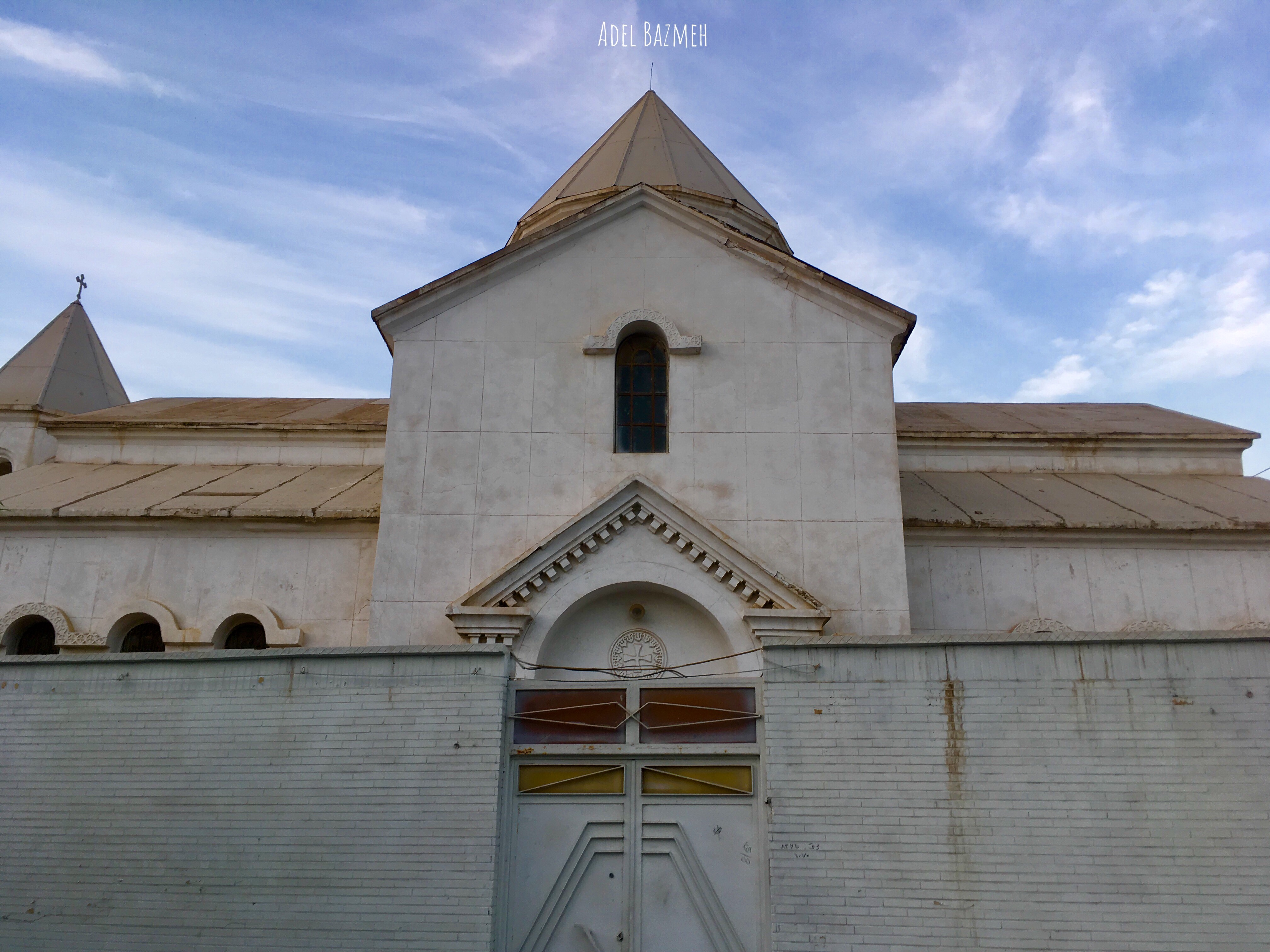
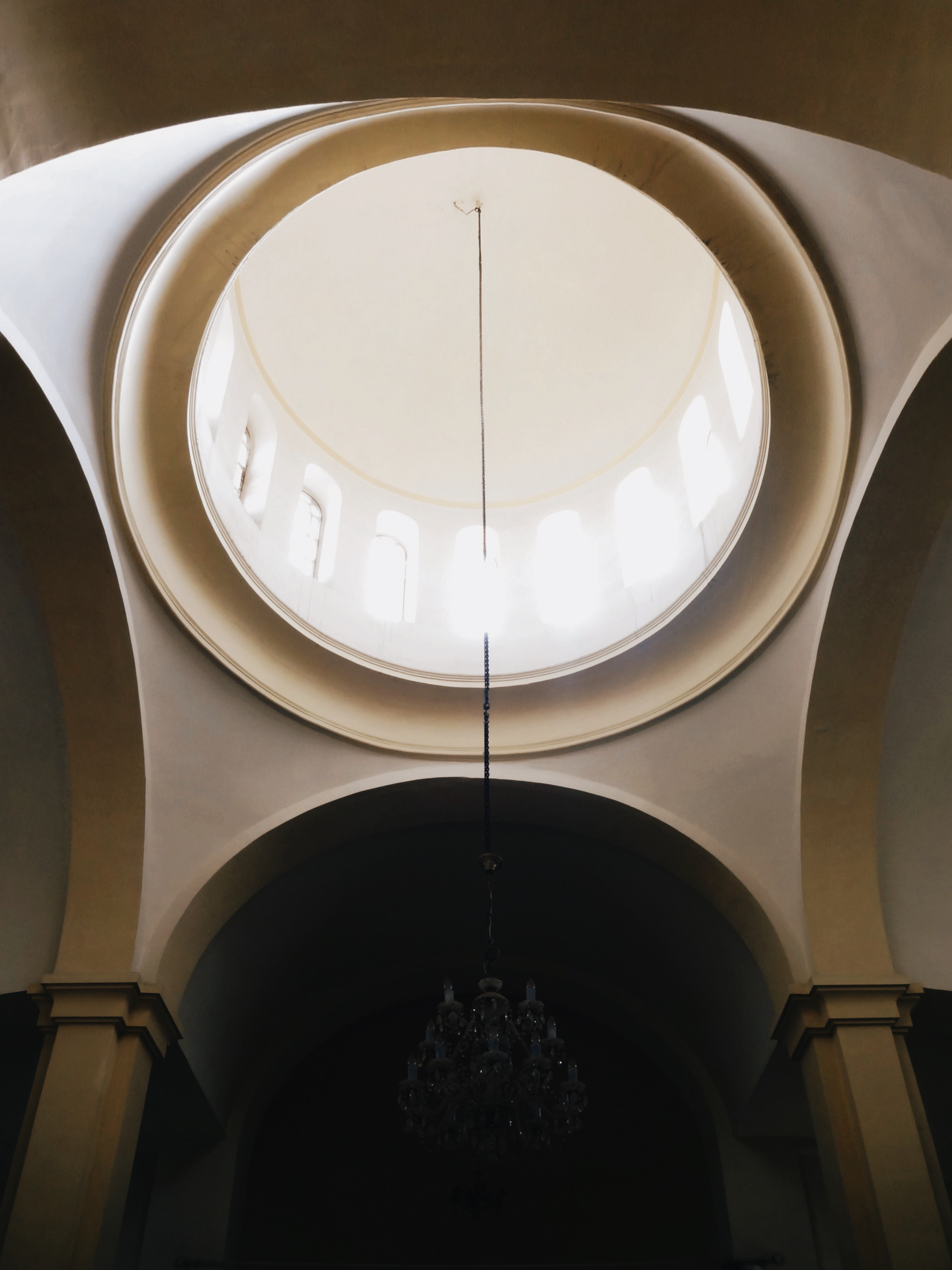
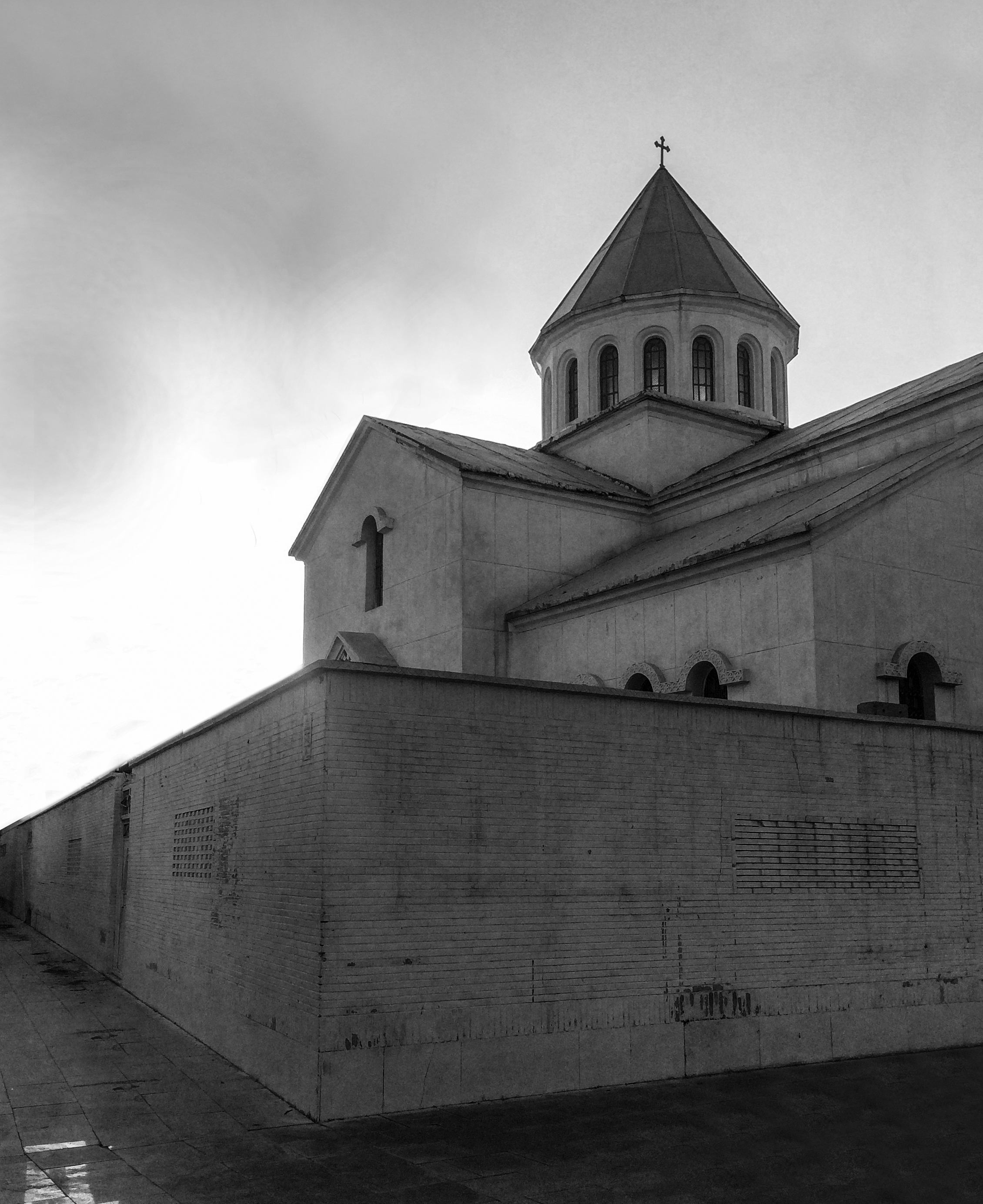
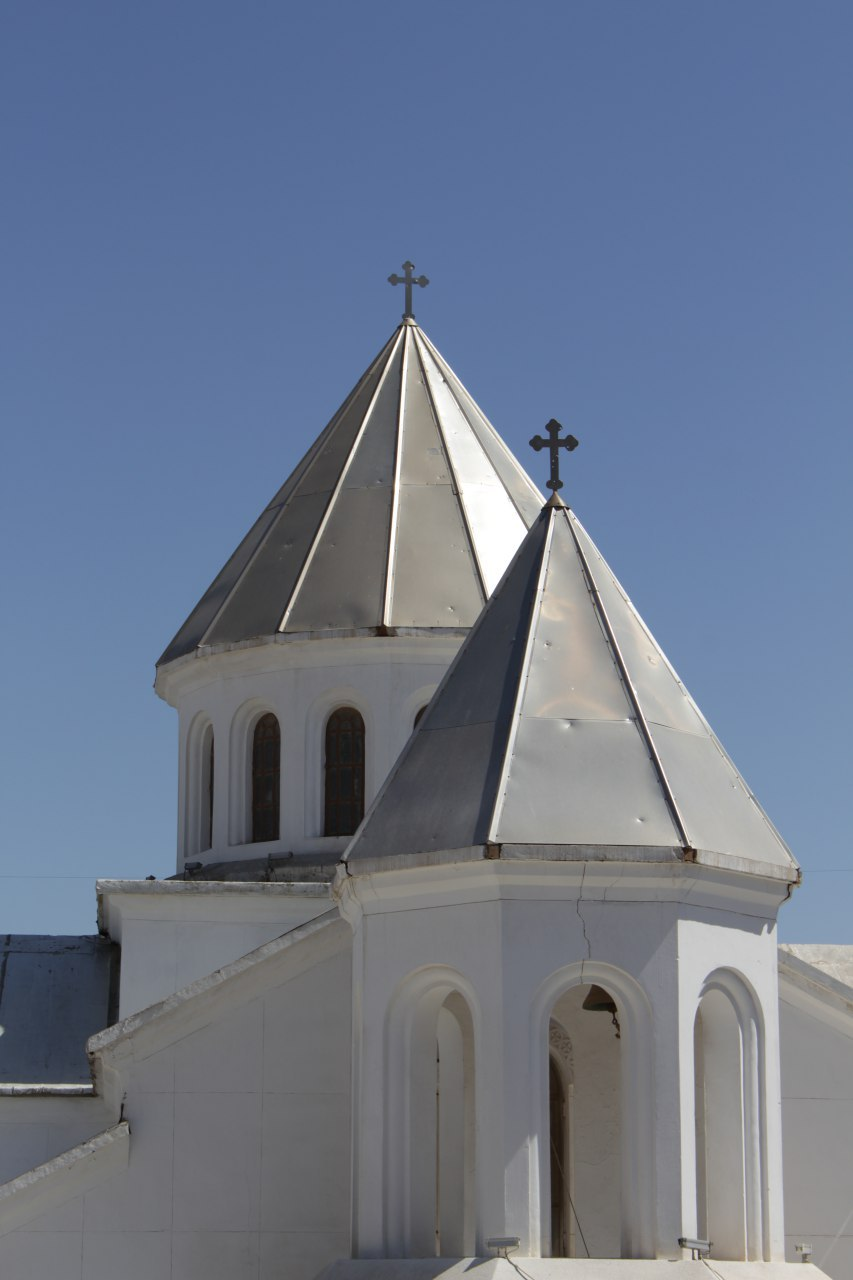
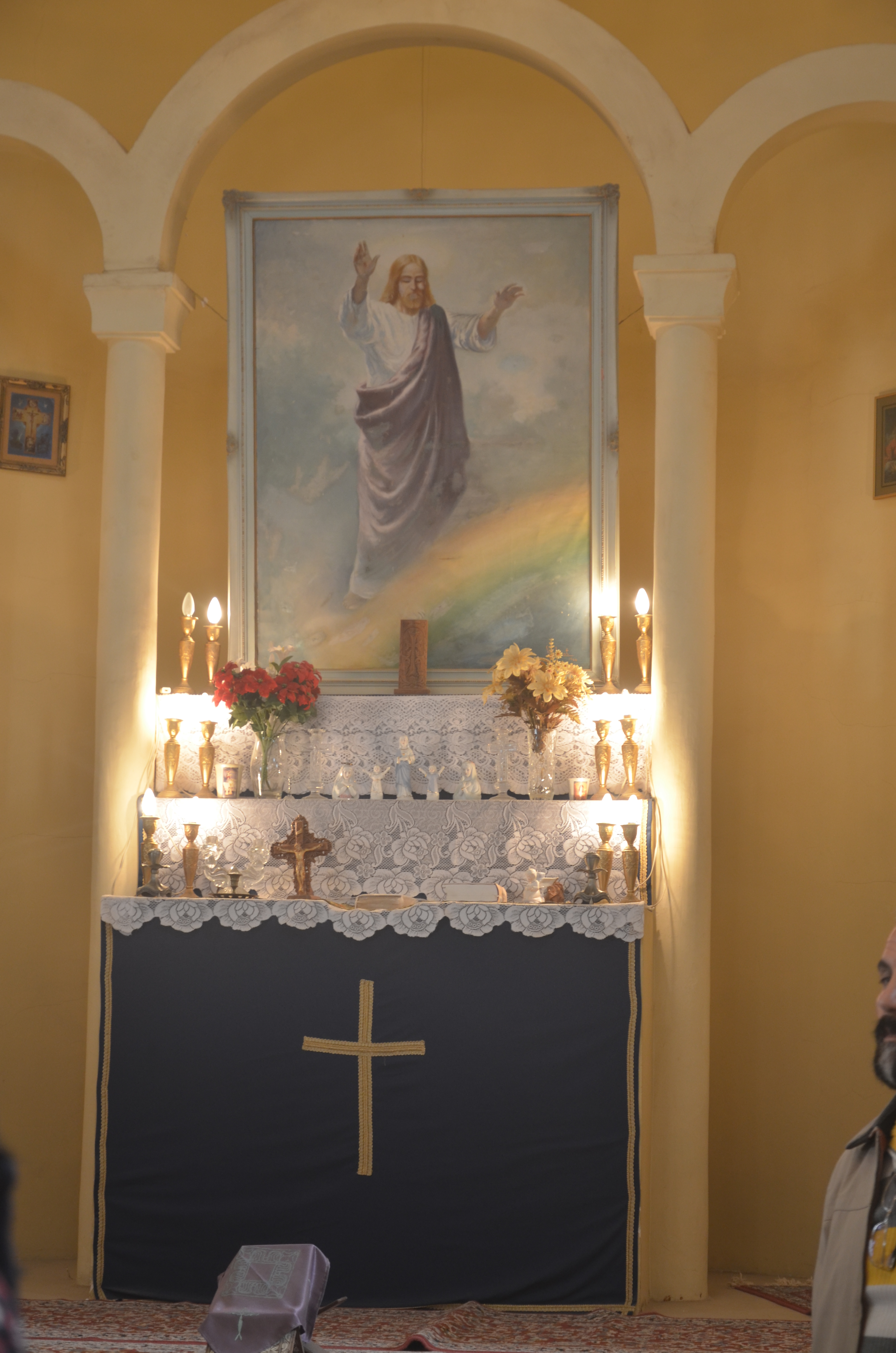